# Schanz-Gletscher
Der Schanz-Gletscher ist ein etwa 15 km langer Gletscher im Ellsworthgebirge des westantarktischen Ellsworthlands. In der Heritage Range fließt er zwischen den Soholt Peaks und den Collier Hills in südlicher Richtung zum Union-Gletscher.
Der United States Geological Survey kartierte ihn anhand eigener Vermessungen und Luftaufnahmen der United States Navy aus den Jahren von 1961 bis 1966. Das Advisory Committee on Antarctic Names benannte ihn im Jahr 1966 nach Lieutenant Commander Thomas L. Schanz, einem Versorgungsoffizier der Marine-Fliegerstaffel VX-6 während Operation Deep Freeze des Jahres 1965.